# Adrià Pericas Capdevila
Adrià Pericas Capdevila   (Tona, 26 de maig de 2006) és un ciclista català de ciclisme de carretera, on, actualment competeix amb l'equip UAE Team Emirates Gen-Z.
Va debutar el 2025 com a professional en l'equip filial de UAE Team Emirates XRG i al març va obtenir la seva primera victòria com a professional a l'Istrian Spring Trophy.
A l'agost de 2025 s'anuncia que correrà a partir de 2026 i fins al 2030 amb l'equip UAE Team Emirates XRG.

## Palmarès en ruta

### Palmarès amateur
- 2023
  - Campió de Catalunya de ciclisme de contrarellotge júnior
  - Vencedor d'etapa a la Volta a Girona
  - Vencedor d'etapa a la Volta a Talavera júnior
- 2024
  -  Campió d'Espanya de ciclisme de contrarellotge júnior
  - 1r a la Volta a la Plana Baixa i vencedor d'una etapa
  - 1r al Gran Premi Les Franqueses KH7
  - 1r al Gran Premi Vila de Ripoll
  - 1r a la Volta a la Montaña Central de Asturias i vencedor de dues etapes
  - 1r al Gran Premi FWR Baron
  - 1r a la Clàssica Araba
  - 1r a la Volta al Besaya i vencedor d'una etapa
  - 1r a la Volta Subbética i vencedor de dues etapes

### Palmarès professional
- 2025
  - Vencedor d'etapa a l'Istrian Spring Trophy
  - 2n a la classificació general a l'Istrian Spring Trophy